# Asistent (pedagog)
Asistent (angl. Assistant) je vysokoškolský učitel, akademický pracovník, který zpravidla absolvoval magisterský studijní program (master's degree, 7 v ISCED). Asistent je většinou zaměstnancem příslušné vysoké školy, přičemž se jedná o pracovní pozici vyšší než je pozice lektora a nižší než je pozice odborného asistenta. Asistentovi jakožto zaměstnanci náleží finanční odměna, nikoliv stipendium jako v případě studentů v doktorských studijních programech (doktorandů).
Asistent vyučuje, resp. pomáhá s výukou, zpravidla spíše vede semináře (cvičení), může též přednášet či vypomáhat s výzkumem, rovněž může pomáhat s tvorbou vysokoškolských studijních opor – skript, publikováním nebo vést či oponovat bakalářské práce. Pokud splní podmínky, může se stát odborným asistentem. Pracovní pozici (úvazek) asistenta obvykle mohou obdržet též doktorandi, tedy studenti v doktorském studijním programu. Na některých vysokých školách mohou asistenti případně vést i diplomové (magisterské) práce, což může být spíše typické pro studenty vyšších ročníků v doktorských studijních programech.
Pracovní zařazení „asistent“ bývá také někdy pracovně zkracováno jako as. před jménem (asistent se zpravidla formálně oslovuje jeho titulem z magisterského programu, tedy např. MUDr. Jan Novák, RNDr. Jan Novák - pane doktore, Ing. Jan Novák, Ing. arch. Jan Novák - pane inženýre, Mgr. Jan Novák, MgA. Jan Novák - pane magistře atp.)